# Лі Сонг Джу
Лі Сонг Джу (кор. 이성주, 李晟周, 1950) — південнокорейський дипломат, посол Республіки Корея в Україні (2003 — 2006).

## Біографія
Народився у 1950 році. Закінчив Сеульський університет, відділення міжнародних відносин. У 1984 закінчив Паризький міжнародний Інститут державного управління, магістр міжнародної політології.
З 1975 по 1979 — на дипломатичній службі в апараті Міністерства закордонних справ Республіки Корея.
З 1979 по 1980 — третій секретар Посольства Республіки Корея у Великій Британії.
З 1980 по 1985 — віцеконсул Генерального Консульства Республіки Корея в Нідерландах, Амстердам.
З 1985 по 1988 — перший секретар Посольства Республіки Корея в Індії.
З 1988 по 1991 — директор відділу багатосторонніх торговельних організацій Бюро з питань міжнародної торгівлі МЗС Республіки Корея.
З 1991 по 1994 — радник Постійної місії Республіки Корея при Секретаріаті ООН та Міжнародних організацій в Женеві, Швейцарія.
З 1994 по 1997 — радник Постійної місії Республіки Корея при Організації Об'єднаних Націй в Нью-Йорку, США.
З 1997 по 1998 — заступник генерального директора Бюро Системи Організації Об'єднаних Націй МЗС Республіки Корея.
З 1998 по 1999 — заступник генерального директора Бюро з міжнародних економічних питань Міністерства зовнішніх зв'язків і торгівлі (МЗСТ).
З 1999 по 2001 — міністр Посольства Кореї в Бельгії та Корейській місії при Європейському Союзі.
З 2001 по 2003 — генеральний директор Бюро з питань багатосторонньої торгівлі Міністерства закордонних справ і торгівлі (МЗСТ).
З 2003 по 2006 — Надзвичайний і Повноважний Посол Республіки Корея в Україні.